# Thorens-Glières
Thorens-Glières ist eine Ortschaft und eine ehemalige französische Gemeinde mit 3.315 Einwohnern (Stand: 1. Januar 2022) im Département Haute-Savoie in der Region Auvergne-Rhône-Alpes. Sie war Teil des Arrondissements Annecy.
Mit Wirkung vom 1. Januar 2017 wurden die bis dahin selbstständigen Gemeinden Aviernoz, Évires, Les Ollières, Saint-Martin-Bellevue und Thorens-Glières zu einer Commune nouvelle mit dem Namen Fillière zusammengelegt und besitzen in der neuen Gemeinde den Status einer Commune déléguée. Der Verwaltungssitz befindet sich im Ort Thorens-Glières.

## Geographie
Thorens-Glières liegt auf 674 m über dem Meeresspiegel, etwa 14 Kilometer nordöstlich der Stadt Annecy (Luftlinie). Das Dorf erstreckt sich in einer offenen Talmulde des Flusses Fillière, an deren Austritt aus den Bornes-Alpen, am Nordfuß des Massivs der Tête du Parmelan, im Genevois.
Naturräumlich ist das Gebiet in drei Teile untergliedert. Im südlichen Teil befindet sich das Tal der Fillière, die nördlich der Tête Ronde in den Bornes-Alpen entspringt und zunächst durch einen tiefen Talkessel, flankiert von steilen und von Felsbändern durchzogenen Hängen, nach Nordwesten fließt. Bei Thorens-Glières erreicht die Fillière nach einer Talenge das Alpenvorland und wendet sich nun westwärts in einem offenen Tal.
Der nördliche Gebietsteil wird von einem breiten Höhenrücken mit Hochplateau eingenommen, welcher zum Gebiet des Bornes-Plateaus (zwischen dem Salève und den Bornes-Alpen) gehört. Dieser bis 950 m hohe Rücken wird im Westen vom Tal des Daudens, im Osten von demjenigen des Flan eingefasst.
Stark reliefiert ist der östliche Gebietsteil. Er umfasst das verkarstete, gewellte Hochplateau der Randketten der Bornes-Alpen. Als markanter Berggipfel erhebt sich östlich von Thorens-Glières die Montagne de Sous-Dine, eine von steilen Flanken und einer unwegsamen, von Karrenfeldern geprägte Hochfläche, auf der mit 2004 m die höchste Erhebung des Gebietes erreicht wird. Südöstlich an die Montagne de Sous-Dine schließen die Senke des Champ Laitier, die Montagne des Frêtes (bis 1914 m), das Plateau des Glières (1400 m) und der Kamm der Montagne des Auges (bis 1909 m) an.
Im Umland befinden sich auch verschiedene Weilersiedlungen und Gehöfte, darunter:
- Gorez (590 m) im Tal der Fillière
- Battendier (680 m) auf dem Vorsprung zwischen Fillière und Daudens
- Laffin (712 m) am nördlichen Talhang der Fillière
- Le Chêne (820 m) auf der Höhe des Bornes-Plateaus
- Nantizel (860 m) auf der Höhe des Bornes-Plateaus
- Les Pellets (850 m) auf der Höhe des Bornes-Plateaus
- Guichard (770 m) am Hang oberhalb von Thorens-Glières
- Les Noyers (754 m) am Flan am Westfuß der Montagne de Sous-Dine
- La Lua (800 m) am Flan am Westfuß der Montagne de Sous-Dine
- Les Molliets (900 m) am nördlichen Talhang des Flan
- Les Cheneviers (1060 m) am Nordfuß der Montagne de Sous-Dine
- Mont-Piton (1070 m) am Nordfuß der Montagne de Sous-Dine
- Sales (690 m) oberhalb der Mündung des Flan in die Fillière
- Usillon (750 m) im Talkessel der Fillière
- Nant-Sec (768 m) im Talkessel der Fillière
- La Verrerie (760 m) im Talkessel der Fillière
- Le Jourdil (750 m) im Talkessel der Fillière

Nachbarorte von Thorens-Glières sind Évires und La Roche-sur-Foron im Norden, Le Petit-Bornand-les-Glières im Osten, Entremont, La Balme-de-Thuy, Dingy-Saint-Clair, Aviernoz und Les Ollières im Süden sowie Groisy im Westen.

## Geschichte
Das Gebiet um Thorens-Glières war bereits im Neolithikum besiedelt. Urkundlich erwähnt wird die Ortschaft 1336 unter dem Namen Thorento. Im 15. Jahrhundert erschienen die Bezeichnungen Thorens und Thorenc, aus späterer Zeit sind auch Thoyrens, Thoreyns und Thorin überliefert. Im 19. Jahrhundert hieß die Gemeinde Thorens-Sales und darauf Thorens-les-Glières; erst im Jahre 1947 wurde der heutige Name eingeführt. Der Ortsname geht möglicherweise auf das lateinische Wort torrens (Wildbach) zurück.
Seit dem 13. Jahrhundert bildete Thorens eine Herrschaft, die später unter der Oberhoheit der Grafen von Genf stand. 1401 gelangte es an Savoyen und teilte fortan dessen Schicksal.
Im Zweiten Weltkrieg erlangte Thorens-Glières als Hochburg der französischen Widerstandskämpfer Bedeutung. Diese errichteten auf dem schwer zugänglichen Plateau des Glières ein befestigtes Lager, das 1944 zweimal erfolglos von bewaffneten Kräften des Vichy-Regimes angegriffen wurde. Erst eine 12.000 Mann starke deutsche Truppe konnte das Lager besetzen, wobei auf beiden Seiten je rund 300 Tote zu beklagen waren. Das Lager wurde jedoch einige Zeit später von den Widerstandskämpfern zurückerobert. Damit begann die endgültige Vertreibung der Faschisten aus dem Département Haute-Savoie.

## Bevölkerung
| Jahr                       | 1962 | 1968 | 1975 | 1982 | 1990 | 1999 | 2007 | 2018 |
| Einwohner                  | 1140 | 1090 | 1376 | 1783 | 2077 | 2560 | 2996 | 3223 |
| Quellen: Cassini und INSEE |      |      |      |      |      |      |      |      |

Im Verlauf des 19. und 20. Jahrhunderts nahm die Einwohnerzahl aufgrund starker Abwanderung kontinuierlich ab (1861 wurden in Thorens-Glières noch 2507 Einwohner gezählt). Seit Beginn der 1970er Jahre wurde jedoch wieder eine deutliche Bevölkerungszunahme verzeichnet.

## Sehenswürdigkeiten
Die Pfarrkirche Saint-Maurice-et-Saint-François-de-Sales erhielt ihre heutige Gestalt bei einem Neubau im Stil der Neugotik im 19. Jahrhundert, wobei der Chor des Vorgängerbaus von 1450, in dem der hier geborene Franz von Sales zum Bischof geweiht worden war, mit einbezogen wurde. In verschiedenen Weilern stehen Kapellen, so die Kapelle in Sales (1677 erbaut, mit der Grablege der Familie Roussy de Sales), die Kapelle Pierre-Taillée und die Kapelle in Usillon.
Von den profanen Bauwerken gehört das Schloss Thorens zu den bedeutenden Sehenswürdigkeiten. Es wurde um 1060 erbaut, wobei aus dieser Zeit nur noch Grundmauern und Keller erhalten sind. Aus dem 13. Jahrhundert stammen der runde Bergfried und einige Wohnräume, während der Hauptteil des Schlosses im 19. Jahrhundert umgestaltet wurde. Ein weiterer Herrschaftssitz war die Burg Sales, auf deren Areal heute eine Kapelle steht. Auf dem Plateau des Glières informieren Schautafeln über die Kampfhandlungen im Zweiten Weltkrieg. Als Gedenkstätte erinnern ein Mahnmal und eine Kapelle an diese Zeit. Das „Nationale Monument des Widerstandes“ (Monument National de la Résistance) wurde 1973 von Émile Gilioli geschaffen und von André Malraux eingeweiht.

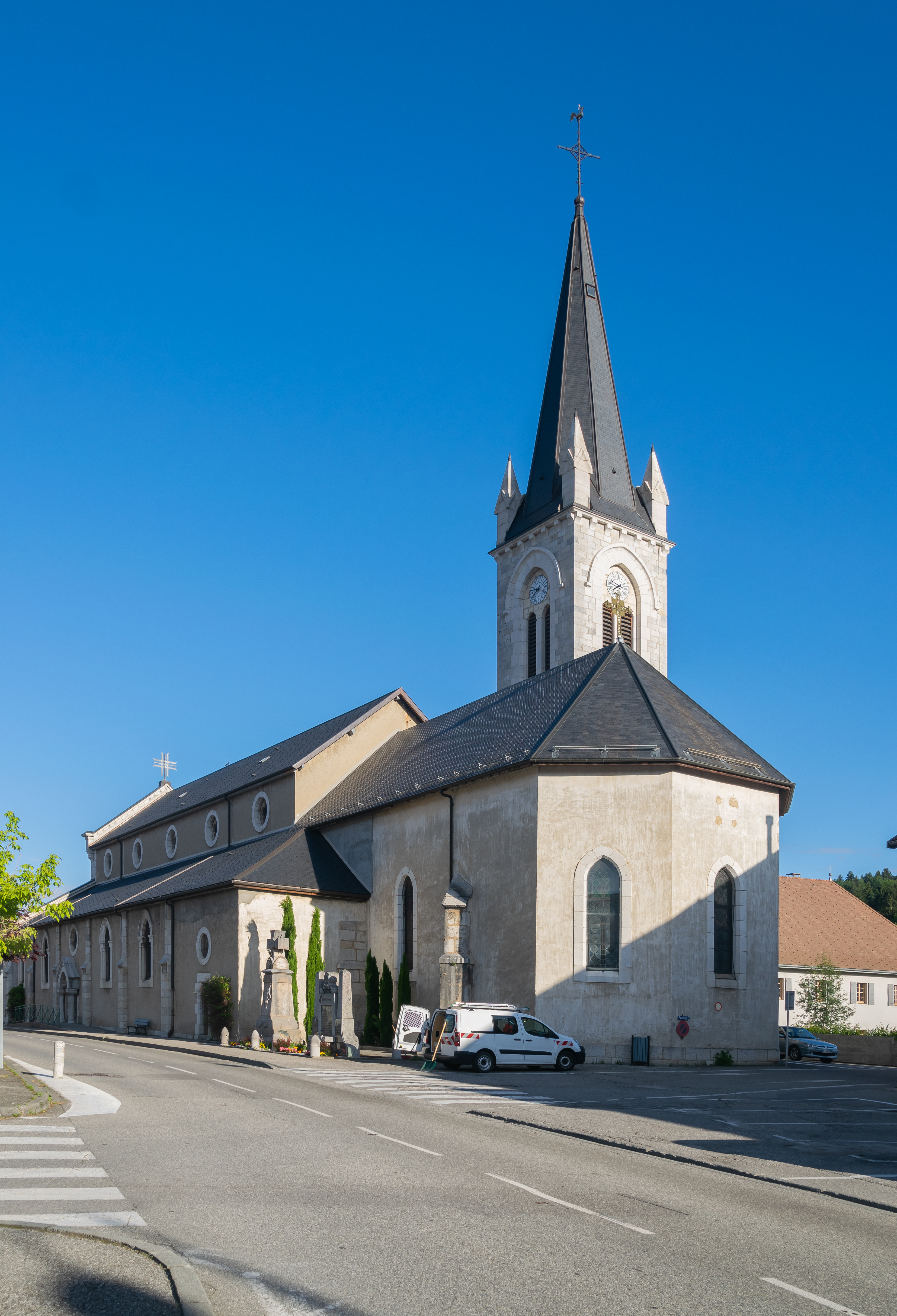
Kirche Saint-Maurice-et-Saint-François-de-Sales
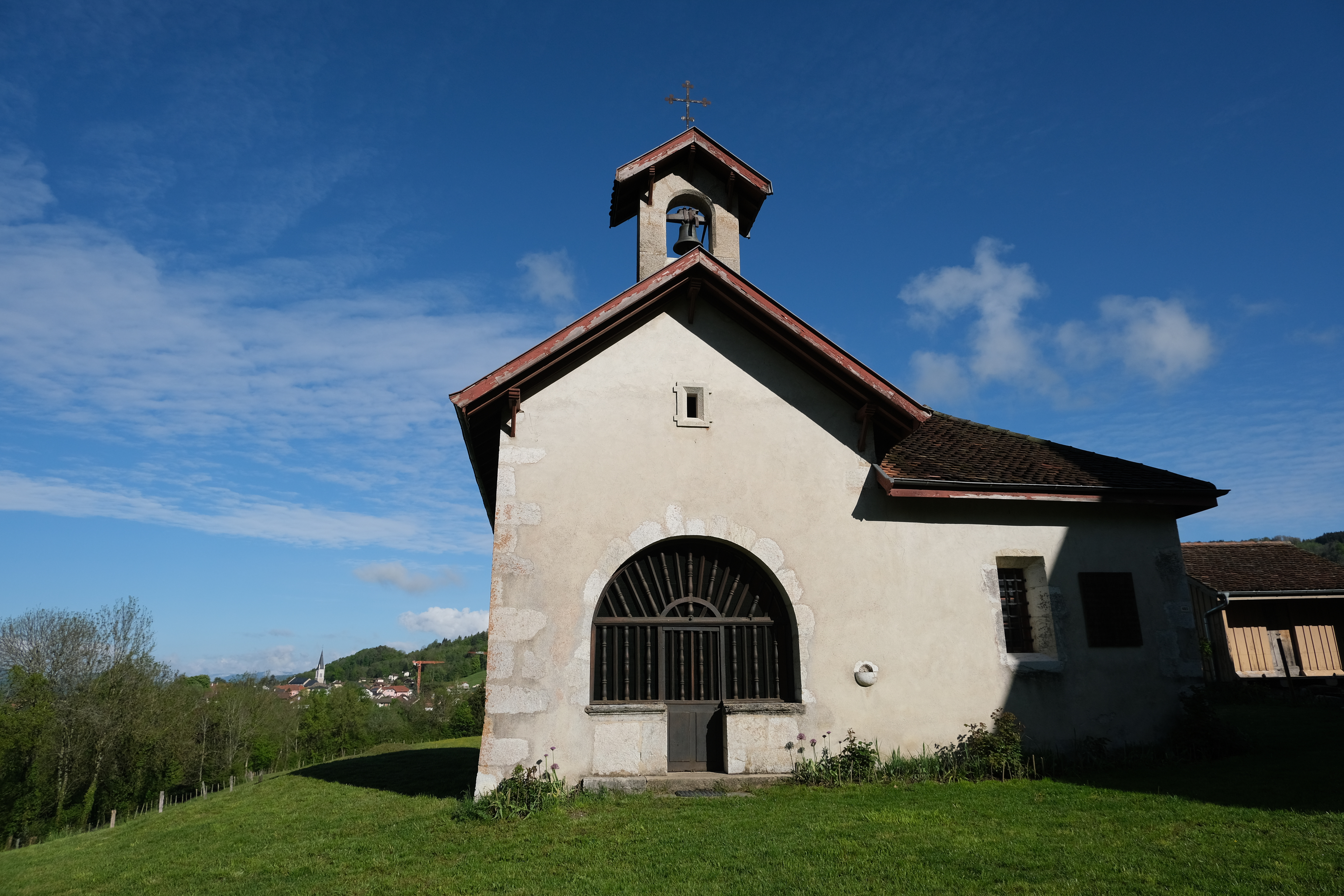
Kapelle Saint-François-de-Sales
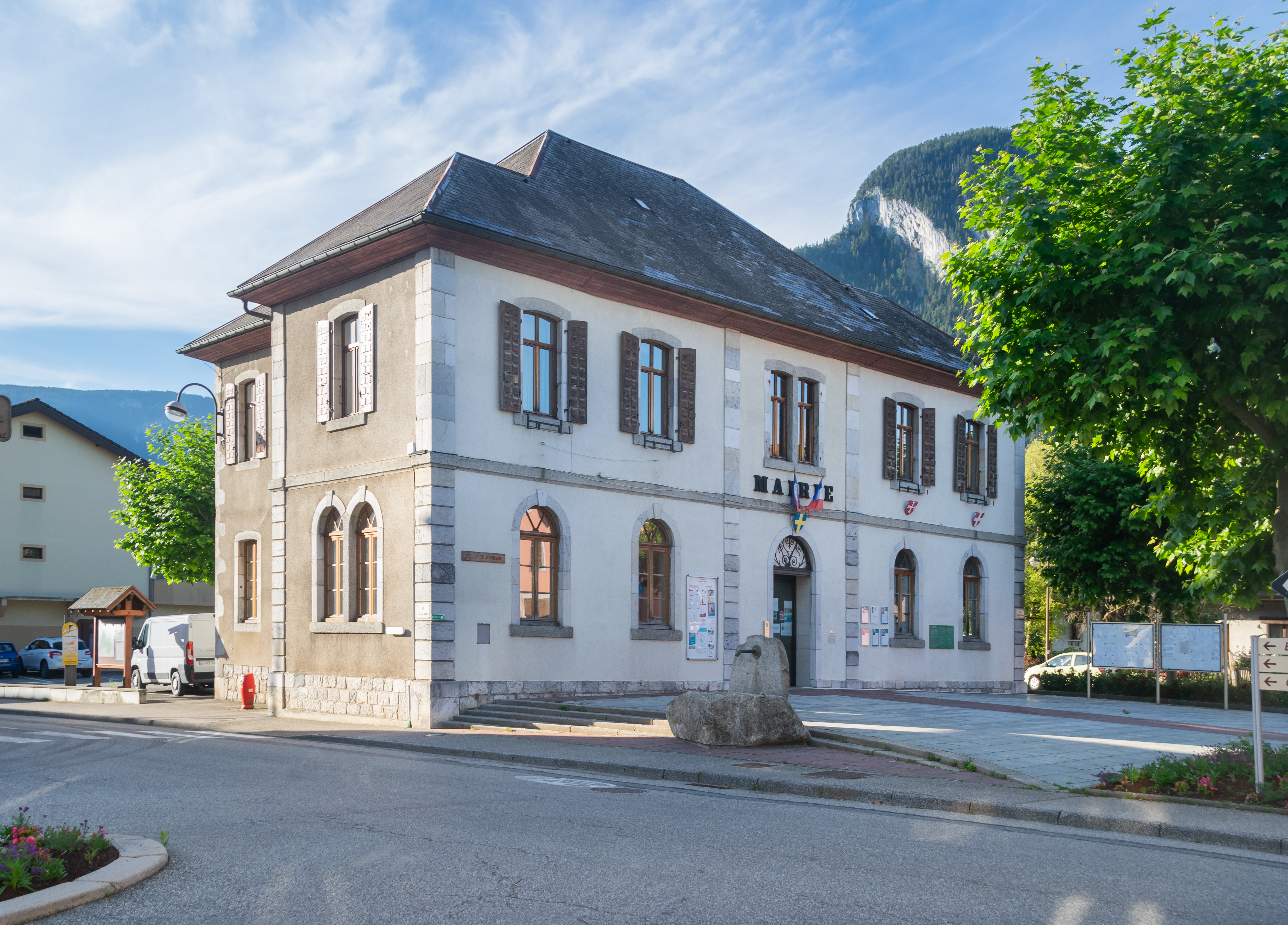
Ehemaliges Rathaus

## Wirtschaft und Infrastruktur
Thorens-Glières war bis weit ins 20. Jahrhundert hinein ein vorwiegend durch die Landwirtschaft und die Alpwirtschaft geprägtes Dorf. Heute gibt es verschiedene Betriebe des Klein- und Mittelgewerbes. Auch der Tourismus (mehrheitlich Sommertourismus) hat zu einem wirtschaftlichen Aufschwung verholfen. Viele Erwerbstätige sind Wegpendler, die im Raum Annecy ihrer Arbeit nachgehen.
Die Ortschaft liegt abseits der größeren Durchgangsstraßen. Die Hauptzufahrt erfolgt von der Nationalstraße N203 (Annecy-La Roche-sur-Foron) durch das Tal der Fillière. Weitere Straßenverbindungen bestehen mit La Roche-sur-Foron, Évires und Villaz. Der nächste Anschluss an die Autobahn A41 befindet sich in einer Entfernung von rund 13 Kilometern. Der nächste Bahnhof befindet sich im Nachbarort Groisy an der Bahnstrecke Aix-les-Bains–Annemasse.

## Persönlichkeiten
- Franz von Sales (1567–1622), Fürstbischof von Genf, Ordensgründer, Mystiker und Kirchenlehrer
- Jean-François de Sales (1578–1635), Bischof von Genf